# 蔡厝港
蔡厝港，或称蔡厝港新镇（英語：Choa Chu Kang，閩南語白話字：Chhòa-chhù-káng/臺羅:Tshuà-tshù-káng），是位于新加坡西部的一个住宅区。蔡厝港大致指位于蔡厝港路以北，兀兰路以西，碧蘭路（Brickland Road）和雙溪登加路以东及雙溪加株工業園以南的一片地區。

## 历史与名字由来
最早的時候，蔡厝港是這裏是一個河汊密集的地區，農民用船作爲主要的交通工具。随着农村的城市化进程，昔日的蔡厝港村于1977年被发展为现在的蔡厝港新镇。

## 军事
蔡厝港有好几个军事基地，新加坡武装部队有好几个军营处于蔡厝港境内。此外蔡厝港也有一些地带被划分为实弹发射区，禁止闲杂人等进入。

## 市镇介绍
1977年开始，新加坡建屋发展局开发了蔡厝港的住宅区。现在三巴旺有8个邻里 (一至八）：
| 邻里 （名称）        | 商业区/邻里中心  | 交通连接                                                                        |
| -------------------- | ---------------- | ------------------------------------------------------------------------------- |
| 一 / 二（德惠）      | 德惠购物中心     | 武吉班讓輕軌的这几个站（南景，吉豐，德惠，鳳凰，十里廣場），武吉班讓地鐵/輕軌站 |
| 三 (蔡厝港）         | 第一乐广场       | 蔡厝港地铁/轻轨站，蔡厝港巴士转换站                                             |
| 四 （金光 Sunshine） | 金光坊           | 蔡厝港西地鐵站 (未来）                                                          |
| 五（林邦 Limbang）   | 林邦购物中心     | 油池地铁站                                                                      |
| 六与七（油池）       | 油池坊，油池广场 | 油池地铁站                                                                      |
| 八 （吉丰)           | 吉丰购物中心     | 武吉班讓輕軌（吉豐輕軌站）,蔡厝港西地鐵站 (未来）                               |

## 重要地标
- 蔡厝港體育場
- 蔡厝港公共图书馆
- 工艺教育西区学院（英语：ITE College West），先驱初级学院（英语：Pioneer_Junior_College）等学府
- 蔡厝港公园
- 蔡厝港坟场

## 图片集

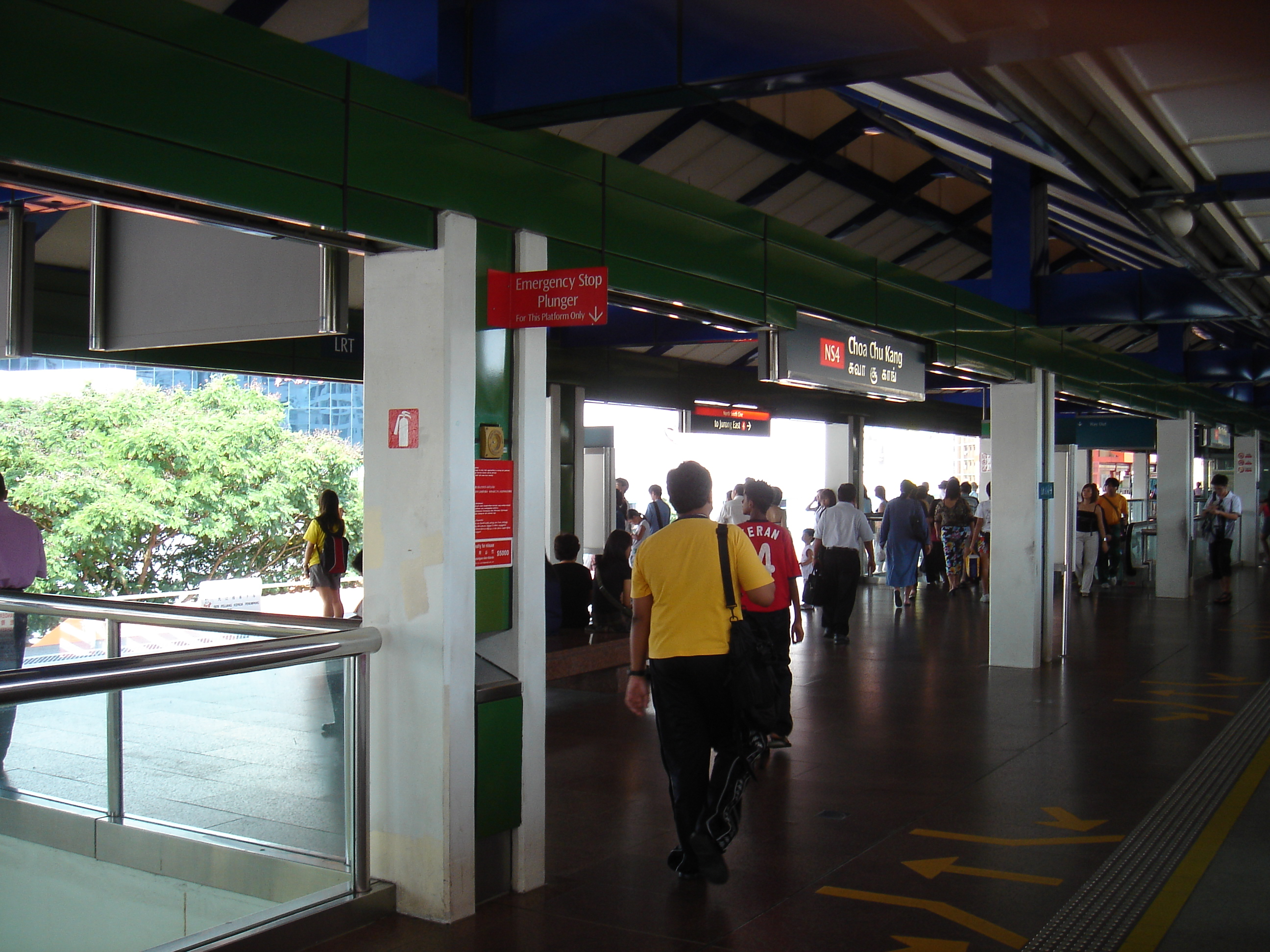
蔡厝港地鐵／輕軌站為主要的交通樞紐
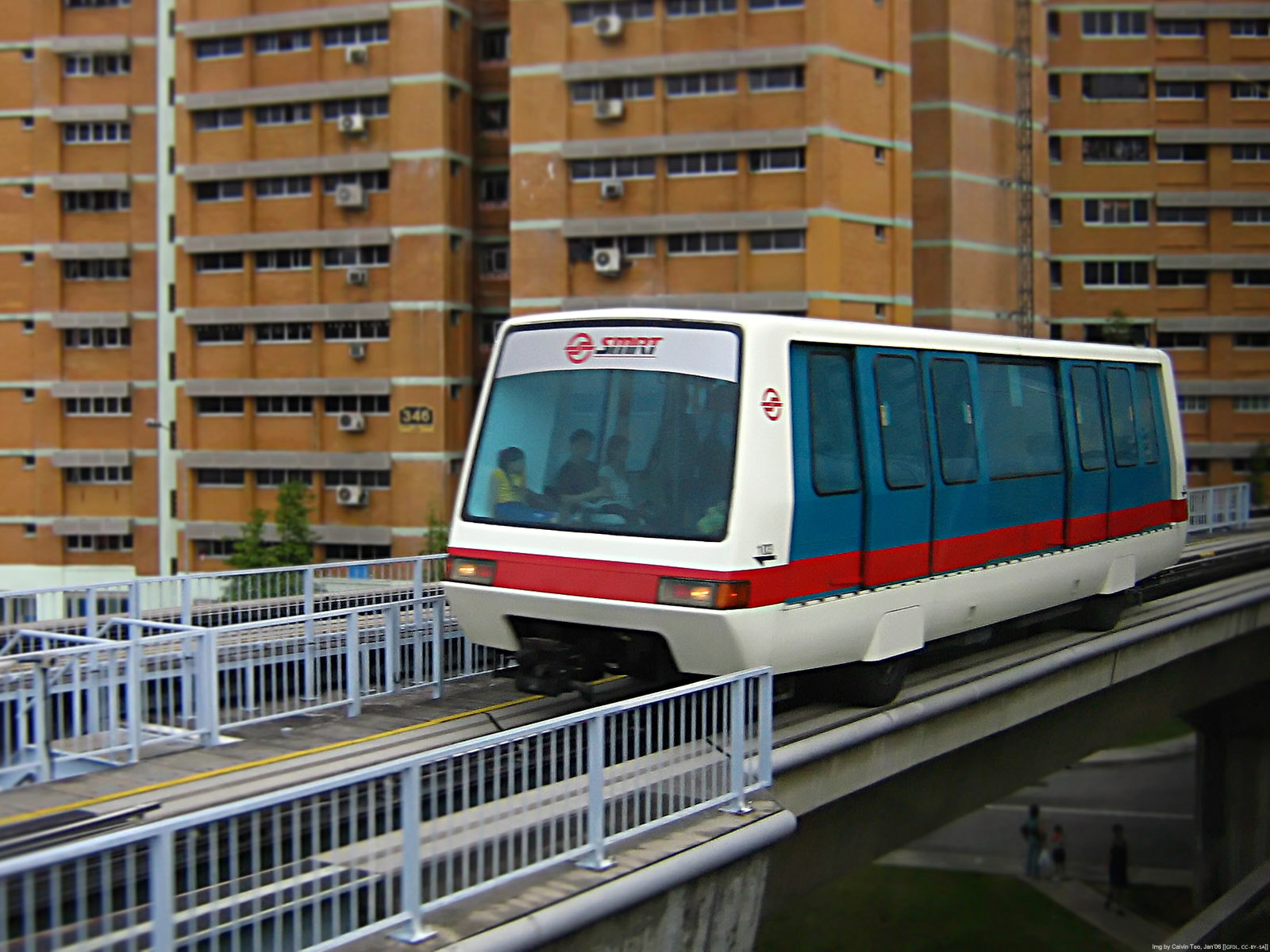
武吉班讓輕軌的列車
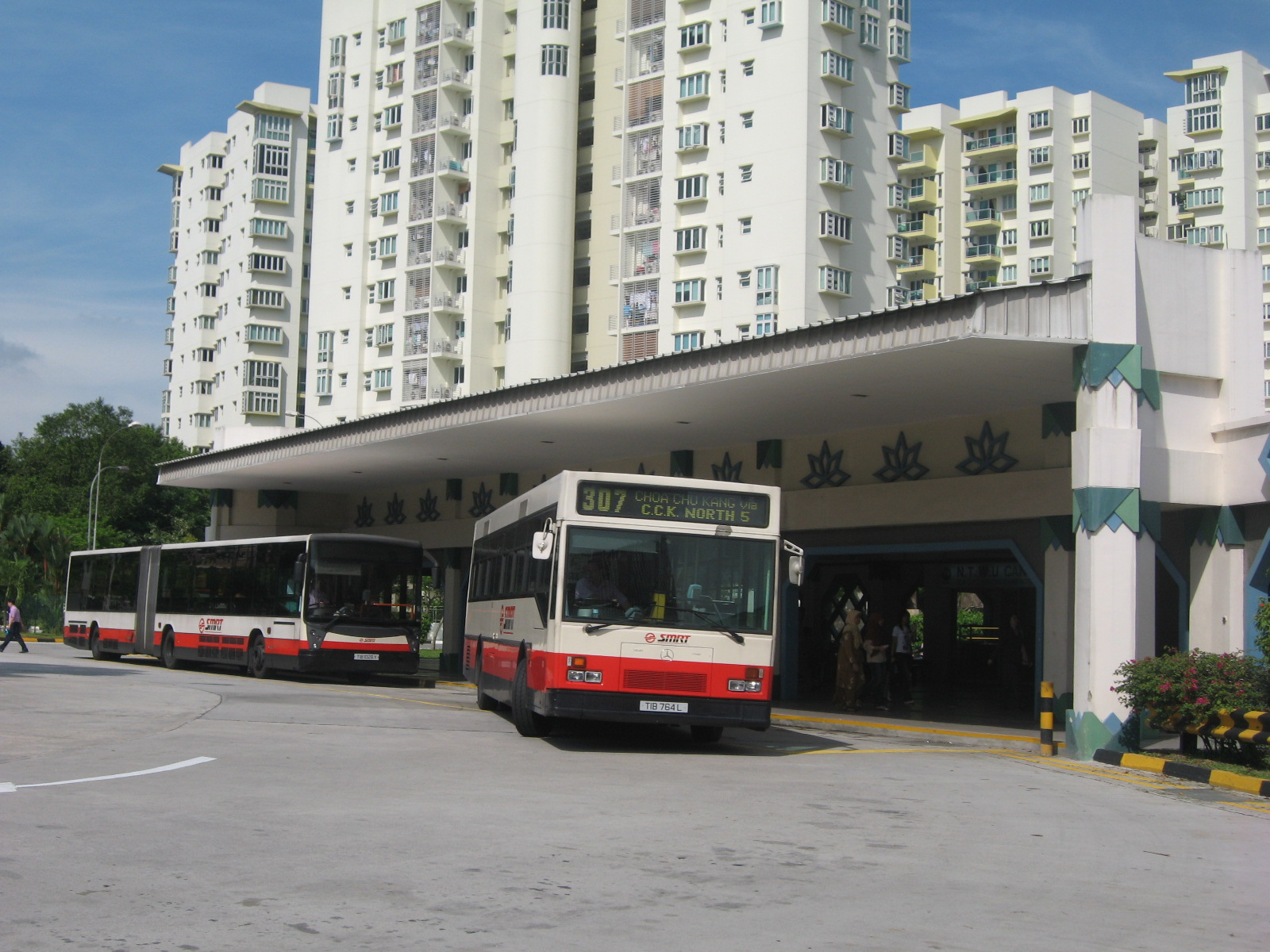
蔡厝港巴士转换站